# LogicalDOC
LogicalDOC è un software libero per il document management system che è stato progettato per gestire e condividere documenti all'interno di un'organizzazione.
LogicalDOC è un repositorio di contenuti, con indicizzazione Lucene, il workflow Activiti, e una serie di procedure automatiche di importazione. Il sistema è stato sviluppato utilizzando la tecnologia Java.

## Storia
Nel 2006 due sviluppatori con esperienza nei prodotti J2EE commerciali, ha deciso di avviare un'azienda chiamata Logical Objects, con la missione di mantenere ed evolvere il progetto Open Source Contineo. Dopo un anno, Logical Objects ha deciso di abbandonare il vecchio progetto per iniziare un nuovo prodotto chiamato LogicalDOC.
A metà del 2008, la prima versione di LogicalDOC è stata resa disponibile su SourceForge.  La prima versione venne denominata 3.6 in modo da continuare la numerazione usata nel vecchio prodotto.
Nel 2010 LogicalDOC ha vinto il premio Infoworld Bossie Awards nella categoria: miglior applicazione open source.
Nel 2015 Logical Objects ha cambiato il suo nome commerciale in LogicalDOC, lo stesso nome del prodotto.
Nel 2016 LogicalDOC ha vinto il premio CMS Critic Awards nella categoria: migliore sistema di gestione documentale.
Nel 2017 LogicalDOC è stato incluso da QNAP Systems, Inc. nell'archivio applicazioni dei dispositivi QNAP che supportanpo QTS v4.3 e più recente.

## Licenza
Il codice sorgente di LogicalDOC è distribuito sotto la licenza GNU LGPLv3.

## Uso
LogicalDOC è un'applicazione di gestione dei documenti basata sul web, quindi è necessario un browser web per usarlo. Browser web attuali che sono stati testati per la compatibilità con LogicalDOC includono: Firefox, Edge, Internet Explorer, Safari, Google Chrome.  L'interfaccia grafica è sviluppata in Google Web Toolkit.

## Architettura
LogicalDOC è stato sviluppato utilizzando la tecnologia Java basata su standard J2SE e l'application server Tomcat. Pertanto, può essere installato ed eseguito su varie piattaforme (GNU/Linux, Windows, macOS)
L'architettura LogicalDOC si basa sulle seguenti tecnologie:
- Apache Tomcat Application Server
- Java J2SE
- GWT (Google Web Toolkit - Ajax)
- Lucene
- Spring framework

Grazie alla sua architettura agile, LogicalDOC può lavorare su una vasta gamma di dispositivi e può essere utilizzato per implementare la gestione dei documenti in Cloud/SaaS.
I dati possono essere memorizzati in diversi RDBMS come: MySQL, Oracle, Microsoft SQL Server, PostgreSQL

## Caratteristiche generali
Un sistema di gestione documentale gestisce documenti personali o aziendali, rendendo più facile trovare una versione del documento precedente. Esso consente anche la ricerca per i contenuti, utilizzando il corpo del documento per l'indicizzazione. LogicalDOC è attualmente localizzato in 15 lingue. Può essere configurato per supportare diversi indici full-text per ogni lingua supportata al fine di applicare algoritmi di indicizzazione specifici su misura per un particolare linguaggio o variante di esso.
- Gestione documentale
- Revisione del Documento
- Image management
- Acceso al repositorio via WebDAV, CMIS e Web API
- Workflow Activiti
- Ricerche Lucene
- Supporto multi lingua
- Supporto multi piattaforma (Windows, GNU/Linux, macOS)
- Interfaccia Web (Edge, Internet Explorer, Firefox, Google Chrome, Safari)
- Integrazione con Microsoft Office e Microsoft Outlook
- Autenticazione esterna: LDAP o Active Directory
- Supporto multi database: MySQL, PostgreSQL, Oracle, Microsoft SQL Server
- Preview completa dei documenti
- OCR integrato e Riconoscimento dei Codice a barre
- Supporto integrato per scanner TWAIN
- Supporto per Clustering